# جاك بولان
جاك بولان (بالفرنسية: Jacques Poulin)‏، المولود في (سانت جيديون دو بوس، شوديير أبالاش، كيبك) بتاريخ 23 سبتمبر1937 هو روائي كيبيكي.

## السيرة الذاتية
قام بنشر أول روايتين له في 1967 (حصاني لقاء مملكة، جيمي).
عاش في باريس في عقد 1980 ولكنه يعيش اليوم في كيبيك.
قام جاك بولان بتأليف 14 رواية حتى اليوم. حيث تم بداية نشر رواياته الأولى في دار النشر "ليز إيديسيو دو جور"  ومن ثم دار النشر ليمياك في كيبيك  ودار النشر " أعمال الجنوب (actes sud) بفرنسا.
حصل على جائزة الحاكم العام الأدبية 1978 برواية ربيع المد والجزر. فولسفاجن بلوز (1984) قصة شبيهة بقصص أفلام رحلات الطريق، ترى شخصياته تجوب أنحاء أمريكا من كيبيك إلى كاليفورنيا. وفي 1989، تم نشر روايته الحزن القديم، والتي تروي حياة العزلة المليئة بالعواطف لكاتب يعيش في منزل قديم على ضفاف نهر سانت لورانس، وقد حازت الرواية على جائزة كيبيك-باريس1989، وجائزة مولسون للرواية 1990 بالإضافة إلى جائزة جون هامولان 1991
إن أسلوب الكاتب يتميز بالبساطة والفعالية بفضل «الموسيقى الصغيرة» الخاصة والتي جعلت منه واحداً من ألمع كتاب كيبيك. كتب عنه بول أندريه بورك في مجلة «رسائل كيبيكية»: من رواية لأخرى، ليست تقلبات الحياة التي تعيشها الشخصيات هي ما يشوق القارئ، ولكنه السفر إلى داخل الراوي، إلى أعماقه، إلى أفكاره الذاتية عن نفسه وعن الحياة، عن علاقته بالآخر، حتى لو كان ذاك الآخر مجموعة القطط التي تسكن تلك العوالم الرومانسية.

## مؤلفاته

### روايات
- حصاني لقاء مملكة، إيديسيون دو جور، 1967، ليمياك
  - ترجمتها إلى الإنجليزية شيلا فيشمان، My Horse for a Kingdom  في ثلاثية جيمي، أنانسي [7]،1979
- جيمي، إيديسيون دو جور، 1969، ليمياك 1978
  - ترجمتها إلى الإنجليزية شيلا فيشمان، Jimmy في ثلاثية جيمي، أنانسي،1979
- قلب الحوت الأزرق، إيديسيون دو جور، 1970 ليمياك 1987

  - ترجمتها إلى الإنجليزية شيلا فيشمان، The Heart of the Blue Whale في ثلاثية جيمي، أنانسي،1979
- أحلام سعيدة، أكتويل، 1974، ليمياك 1988
- ربيع المد والجزر، ليمياك 1978
  - ترجمتها إلى الإنجليزية شيلا فيشمان، Spring Tides، أنانسي1986 ، كما ترجمت إلى التشيكية
- فولسفاجن بلوز، كيبيك/ أمريكا، 1984، ليمياك/ آكت سود 1998
  - ترجمتها إلى الإنجليزية شيلا فيشمان، Volkswagen Blues ، McClelland & Stewart 1988، كما ترجمت إلى التشيكية، الإيطالية، الأسبانية، الهولندية والعربية
- الحزن القديم، ليمياك/آكت سود، 1989
  - ترجمتها إلى الإنجليزية شيلا فيشمان، Mr. Blue,  فيكول بريس 1989
- جولة الخريف، ليمياك 1993
  - ترجمتها إلى الإنجليزية شيلا فيشمان، Autumn Rounds كورمارنت بوكس 1989
- قطة برية، ليمياك/ آكت سود 1998
  - ترجمتها إلى الإنجليزية شيلا فيشمان، Wild Cat, كورمارنت بوكس 2003
- عيون ميستاسيني، ليمياك 2002
  - ترجمتها إلى الإنجليزية شيلا فيشمان، My Sister's Blue Eyes كورمارنت بوكس 2007
- الترجمة قصة حب، ليمياك، 2006
  - ترجمتها إلى الإنجليزية شيلا فيشمان، Translation Is a Love Affair أركيبليغو بوكس 2009
- اللغة الإنجليزية ليست لغة سحرية، ليمياك،2009
  - ترجمتها إلى الإنجليزية شيلا فيشمان، English is Not a Magic Language إسبلينيد بوكس 2016
- رجل ساسكاتشوان، ليمياك، 2011
- صندوق موسيقى في الرأس، ليمياك، 2015

## تكريمات
- 1974 - الجائزة الأدبية للصحافة
- 1978 - جائزة الحاكم العام ل«ربيع المد والجزر»
- 1989 - جائزة كيبيك-باريس، «الحزن القديم»
- 1990 - جائزة مولسون للرواية، «الحزن القديم»
- 1991 - جائزة جون هامولان، «الحزن القديم»
- 1995 - جائزة أثانس ديفيد (وهي منح جائزة لفنان من قبل حكومة كيبيك لجميع أعماله)
- 2003 - جائزة مدينة كيبيك الأدبية / معرض كيبيك الدولي للكتاب
- 2003 - جائزة الكلية الأدبية عن «عيون مستساني الزرقاء»
- 2007 -التصفيات النهائية لجائزة الكلية الأدبية للترجمة قصة حب[8]
- 2008 - جائزة جيل كوربي لتأسيس جمعية إيميلي نيليغان [9] · [10]

## مذكرات ومراجع
1. ↑  The Canadian Encyclopedia | Jacques Poulin (بالإنجليزية والفرنسية), QID:Q130334
2. ↑  Babelio | Jacques Poulin (بالفرنسية), QID:Q2877812
3. ↑   https://canadacouncil.ca/-/media/Files/CCA/Funding/Prizes/Laureates/molson/MolsonPrizesCumulativeList.pdf. {{استشهاد ويب}}: |url= بحاجة لعنوان (مساعدة) والوسيط |title= غير موجود أو فارغ (من ويكي بيانات) (مساعدة)
4. ↑  Claude Janelle, « Les Éditions du Jour. Une génération d'écrivains », « Cahiers du Québec. Collection Littérature », Montréal, Hurtubise HMH, 1983, 338 p.
5. ↑  Liste des romans de Jacques Poulins sur le site Web de نسخة محفوظة 19 يوليو 2020 على موقع واي باك مشين. Leméac نسخة محفوظة 22 يونيو 2014 على موقع واي باك مشين.
6. ↑  https://www.actes-sud.fr/node/1535 Liste des romans de Jacques Poulins sur le site Web de Actes Sud نسخة محفوظة 25 يناير 2020 على موقع واي باك مشين.
7. ↑  "Site web de la maison d'édition canadienne Anansi". مؤرشف من الأصل في 2011-11-08. اطلع عليه بتاريخ أكتوبر 2020. {{استشهاد ويب}}: تحقق من التاريخ في: |تاريخ الوصول= (مساعدة)
8. ↑  "Page du livre sur le site du Prix littéraire des collégiens". مؤرشف من الأصل في 2017-08-25. اطلع عليه بتاريخ أكتوبر 2020. {{استشهاد ويب}}: تحقق من التاريخ في: |تاريخ الوصول= (مساعدة)
9. ↑  Caroline Montpetit. Le Devoir (المحرر). "Le «Nobel québécois» à Jacques Poulin". مؤرشف من الأصل في 2008-12-08.
10. ↑  http://www.fondation-nelligan.org/JacquesPoulinBio.html نسخة محفوظة 3 مارس 2016 على موقع واي باك مشين. Page de l'auteur sur le site de la Fondation Émile-Nelligan نسخة محفوظة 03 مارس 2016 على موقع واي باك مشين.

### قائمة مؤلفات الكتب
- جاك بولان: خلق مساحة حب، كتبه أستاذ الأدب الكيبيكي بيير هيبير، والذي يدرس خطابات الحب في روايات جاك بولان

### روابط خارجية
- Notices d'autoritéقالب:Autorité
- Documentation critique sur l'œuvre de Jacques Poulin, sur Auteurs.contemporain.info
- Page de Jacques Poulin sur le site Web de l'Agence Goodwin
- Page de l'auteur sur la base de données francophone de livres Babelio.
- Page de l'auteur sur le site Evene. Comprend des citations extraites des livres.

## روابط خارجية
- جاك بولان على موقع الموسوعة البريطانية (الإنجليزية)